# Jusif Abba
Mons. Efrém Jusif Abba Mansúr (18. června 1951, Karakoš) je irácký kněz syrské katolické církve a arcibiskup Bagdádu.

## Život
Narodil se 18. června 1951 v Karakoši. Po studiích byl 30. června 1978 vysvěcen arcibiskupem Emmanuelem Daddim na kněze. V červenci 1997 byl poslán do Kanady kde působil jako kněz syrské farnosti svatého Josefa v Torontu.
Dne 26. června 2010 byl Synodem biskupů Syrské katolické církve zvolen arcibiskupem Bagdádu. Dne 1. března 2011 papež Benedikt XVI. tuto volbu schválil. Biskupské svěcení přijal 16. dubna 2011 z rukou patriarchy Ignace Josepha III. Younana a spolusvětiteli byli arcibiskup Athanase Matti Shaba Matoka, arcibiskup Jules Mikhael Al-Jamil a arcibiskup Basile Georges Casmoussa.
Dne 18. září 2021 byl ustanoven patriarchálním administrátorem archieparchie Mosul.